# اسپرایت (اترنال)
اسپرایت (به انگلیسی: Sprite) یک شخصیت خیالی در کتاب‌های کامیک آمریکایی منتشر شده توسط مارول کامیکس است. این شخصیت توسط جک کربی خلق شده‌است؛ که برای اولین بار در شمارهٔ ۹ از جاودانگان (مارس ۱۹۷۷) حضور پیدا کرد. اگرچه از نظر جسمانی همانند یک کودک می‌ماند و معمولاً به شکل یک شخصیت حیله‌گر به تصویر کشیده می‌شود، اما اسپرایت یک اترنالز به‌شمار می‌رود، عضوی از نژادی جاودانه باستانی و بسیار قدرتمند. از سال ۲۰۱۹، اسپرایت در کمیک‌ها (به سبب عناصر داستانی تولد دوباره) به صورت هر دو جنس مذکر و مؤنث ظاهر شده‌است، و همچنین به دلیل به تصویر کشیدن آن‌ها (که تا آن زمان منتشر نشده بود) در دنیای سینمایی مارول.
در دنیای سینمایی مارول، لیا مک‌هیو هنرپیشه آمریکایی در فیلم اترنالز (۲۰۲۱) وظیفه بازی در این نقش را بر عهده دارد.